# Distrito de Puquio
El distrito de Puquio es uno de los veintiún distritos que conforman la provincia de Lucanas, ubicada en el departamento de Ayacucho, bajo la administración del Gobierno Regional de Ayacucho, en el Perú.

## Historia
El distrito fue creado en los primeros años de la República. Su capital es el centro poblado de Puquio.

## Demografía
Tiene una población de 13 870 habitantes (6 632 hombres y 7 238 mujeres)

## Autoridades

### Municipales
- 2019 - 2022[3]
  - Alcalde: Luis Alfonso Moya Mora, de Alianza para el Progreso.
  - Regidores:

  1. Simón Lizarbe Meléndez (Alianza para el Progreso)
  2. Reyna Yuly Medina Mendívil (Alianza para el Progreso)
  3. Iván Antonio Navarro Condori (Alianza para el Progreso)
  4. Javier Toledo Valencia (Alianza para el Progreso)
  5. Gerardo Fernández Gamboa (Alianza para el Progreso)
  6. Juan Sebastián Pariona Cuba (Alianza para el Progreso)
  7. Carlos Javier Atahua Godoy (Desarrollo Integral Ayacucho)
  8. Benito Delgado Poma (Musuq Ñan)
  9. Sandro Ccaico Inca (Movimiento Regional Gana Ayacucho)

Alcaldes anteriores
- 2011 - 2014:[4] Wilber Alfredo Velarde Rojas, Movimiento Independiente Regional Todos con Ayacucho (TcA).
- 2007 - 2010: Alcalde: Pedro Fernando Tincopa Calle.

## Festividades
- Señor de la Ascensión